# Kuwait Towers
Le Kuwait Towers sono un gruppo di tre torri situate a Kuwait City.

## Storia
Il complesso è costruito su di un promontorio nel Golfo Persico. Le Kuwait Towers sono state ufficialmente inaugurate nel marzo 1979.
Nel 1980 il sistema di torri d'acqua di Kuwait, comprese le Kuwait Towers, hanno vinto il Premio Aga Khan per l'Architettura.
Il 14 giugno 2014 edificio è stato candidato per essere inserito nella lista dei patrimoni dell'umanità dell'UNESCO.
Le torri sono state chiuse per manutenzione dal marzo 2012 fino all'8 marzo 2016; per festeggiare la riapertura del complesso, è stata effettuata uno spettacolo pirotecnico con dei fuochi d'artificio.